# Max Carstenn
Max Georg Friedrich Carstenn (* 9. Februar 1888 in Elbing, Provinz Westpreußen; † 1970 in Göttingen) war ein deutscher Altphilologe und Gymnasiallehrer.

## Leben
Der Vater Theodor Carstenn (1855–1892) war Kantor an der St. Marienkirche in Elbing, die Mutter Ella, geborene Heinrich (1857–1941), war Mittelschullehrerin, sie leitete später die wichtigsten Frauenrechtsvereine in Elbing und wurde Stadträtin. Der Bruder Edward Carstenn (1886–1957) wurde Lehrer und Regionalhistoriker in Elbing, die Schwester Wanda (1890–1977) wurde Lehrerin in Elbing und lebte später auch in Göttingen. Nach dem frühen Tod des Vaters zog die Mutter ihre Kinder alleine groß.
Max Carstenn besuchte das Königliche Gymnasium in Elbing bis 1906 und studierte danach Philologie, zuerst in Kiel. Er wurde zum Dr. phil. promoviert.
Max Carstenn war als Lehrer zuerst an Gymnasien in Thorn in Westpreußen und Verden an der Aller tätig. Nach 1918 wurde er Lehrer für Griechisch und Deutsch am Staatlichen Gymnasium in Göttingen. Dort verbrachte er den größten Teil seines weiteren Lebens und wurde später zum Studienrat ernannt.

## Publikationen(Auswahl)
Max Carstenn veröffentlichte einige  Schriften,  meist Schulausgaben zu Autoren der griechischen und römischen Antike.
- Die Götter und Helden der Griechen und Römer, 2 Bände, 1926, mehrere Neuauflagen
- Die Welt des Mittelalters in lateinischem Gewande. Für die Oberstufe, 2 Bände, 1927
- mit Eduard Lisco: Thucydides. De bello Peloponnesiaco.
  - Thucydides: De bello Peloponnesiaco (Text). Leipzig 1928
  - Thucydides: De bello Peloponnesiaco (Kommentar Buch 1–4). Leipzig 1930
  - Thucydides: De bello Peloponnesiaco (Kommentar Buch 5–8). Leipzig 1931
- Max Halbe. Der Strom, [1932], später Neuauflage
- Wilhelm Heinrich Riehl. Der Stadtpfeifer, 1933, Neuauflage 1949
- Aristoteles. Vom Staat der Athener, 2 Bände, Paderborn 1934
- Die pseudoxenophontische Athēnaiōn Politeia, 1935
- Homerus. Ilias, 1950
- Saeculum Augustum, [1953 oder 1954]